# Kathedrale von Solsona

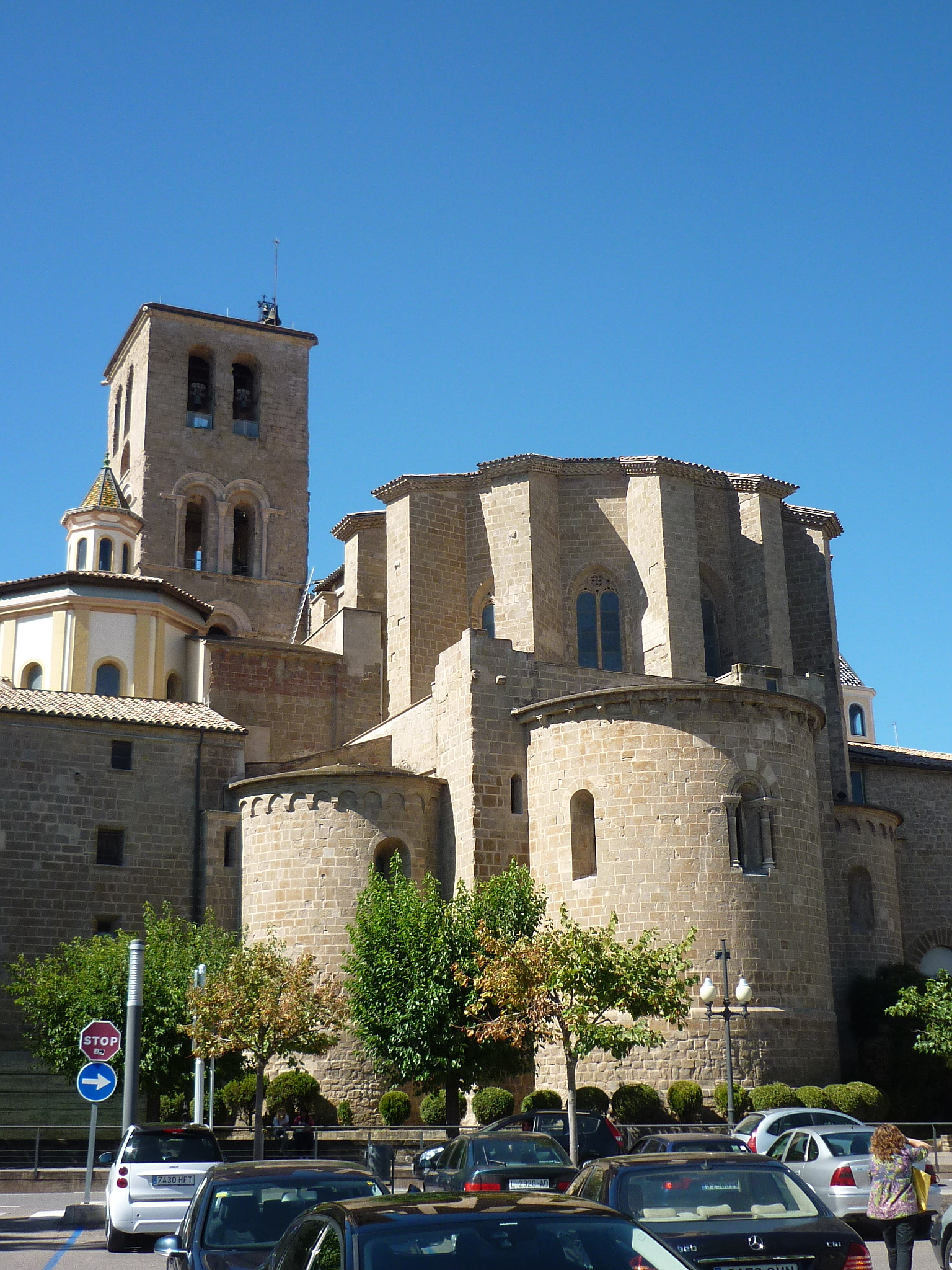
Blick auf die Chorseite

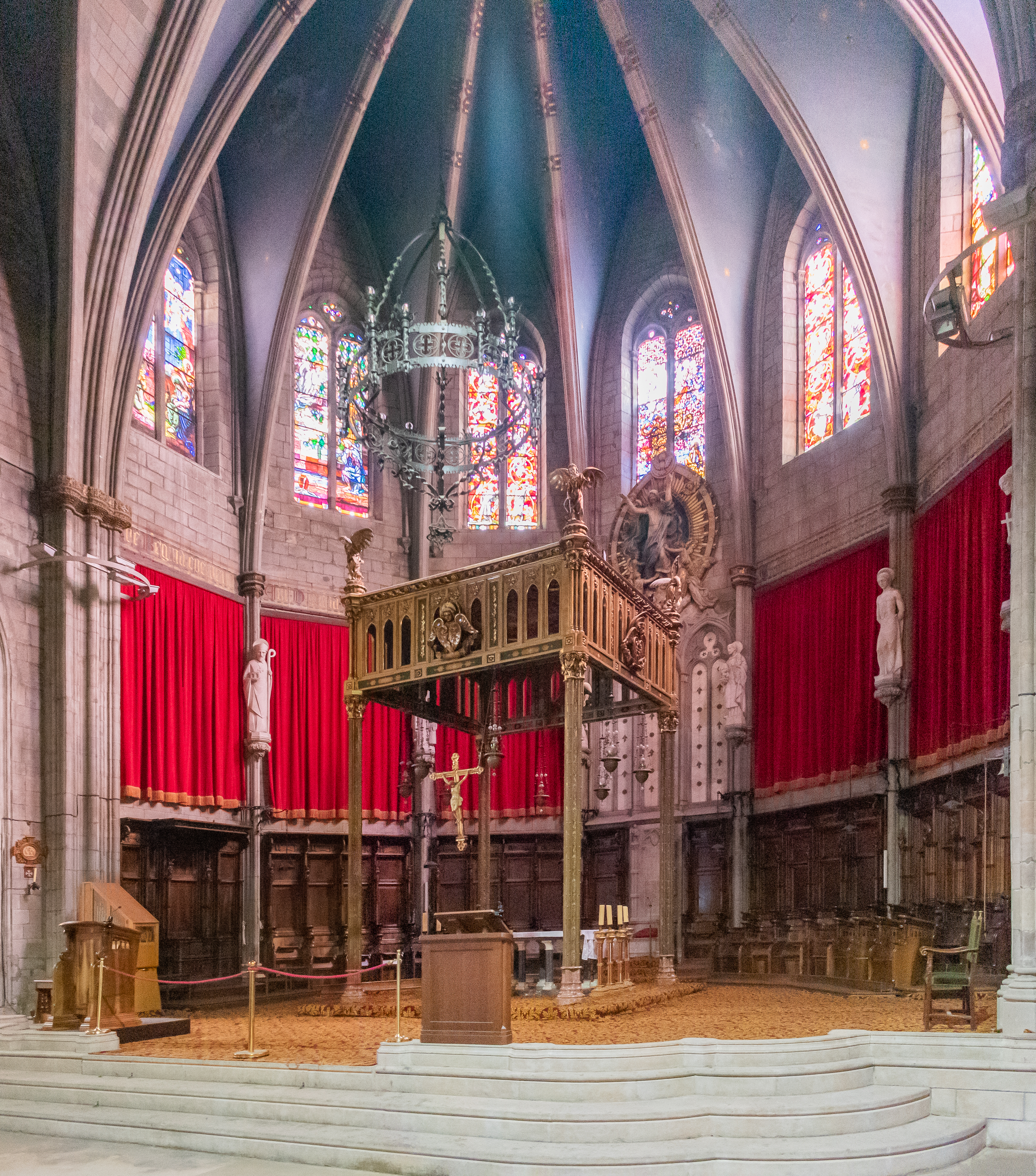
Altarraum

Die Kathedrale von Solsona (katalanisch Catedral de Santa Maria de Solsona) ist eine katholische Kirche in Solsona in der spanischen Provinz Lleida. Die Kathedrale des Bistums Solsona ist Maria und Petrus gewidmet. Sie ist vom Ende des 12. bis zum 18. Jahrhundert mit romanischen, gotischen und barocken Stilelementen entstanden. Die Kathedrale steht unter Denkmalschutz und trägt den Titel einer Basilica minor.

## Geschichte
Die heutige Kirche besitzt zwei Vorgängerbauten, eine vorromanische Kirche aus dem Jahr 977 und eine romanische Kirche, die 1070 geweiht wurde und von der die drei Apsiden, der untere Teil des Glockenturms und einige Elemente des Kreuzgangs erhalten geblieben sind. Die heutige Kathedrale wurde ab dem späten 13. Jahrhundert im Stil der Gotik als Klosterkirche der Augustiner erbaut und 1593 mit Schaffung des Bistums durch Papst Clemens VIII. zur Kathedrale erhoben. Das Bauwerk wurde im Jahr 1630 mit der Fertigstellung des Chors abgeschlossen. An der Stelle des früheren Klosters steht heute der Bischofspalast als Teil des Gebäudekomplexes. 1953 erhielt die die Kirche durch Papst Pius XII. den Titel einer Basilica minor verliehen.

## Bauwerk
Die einschiffige Kirche wurde mit Kreuzrippengewölben überspannt. Der Hauptaltar ist Mariä Himmelfahrt gewidmet. Links vom Querschiff befindet sich der dem Heiligsten Herzen Jesu geweihte Altar. Gleich daneben schließt sich die Pfarrkirche von Solsona mit dem Altar der Mare de Déu de la Mercè (‚Schutzmantelmadonna‘) an, ihr bedeutender, barocker Altaraufsatz stammt vom katalanischen Bildhauers Carles Morató. Rechts vom Querhaus wird die Kapelle Mare de Déu del Claustre (‚Unserer Lieben Frau vom Kloster‘), Schutzpatronin der Stadt. Das romanische Steinbild aus dem 12. Jahrhundert wurde vom Meister Gilabert (Gilabertus) von Toulouse geschaffen. Die 105 Zentimeter große Figur ist eine der wichtigsten Skulpturen der katalanischen Romanik. Bei der äußeren Verzierung des Gebäudes fallen auch die beiden Eingänge auf. Der Haupteingang aus dem 17. Jahrhundert und der seitliche, der seitliche aus dem 18. Jahrhundert, der ein romanisches Portal von 1070 ersetzte. Die Orgel aus dem Jahr 1853 ist das Werk von Gaietà Vilardebó.